# Juigné-sur-Loire

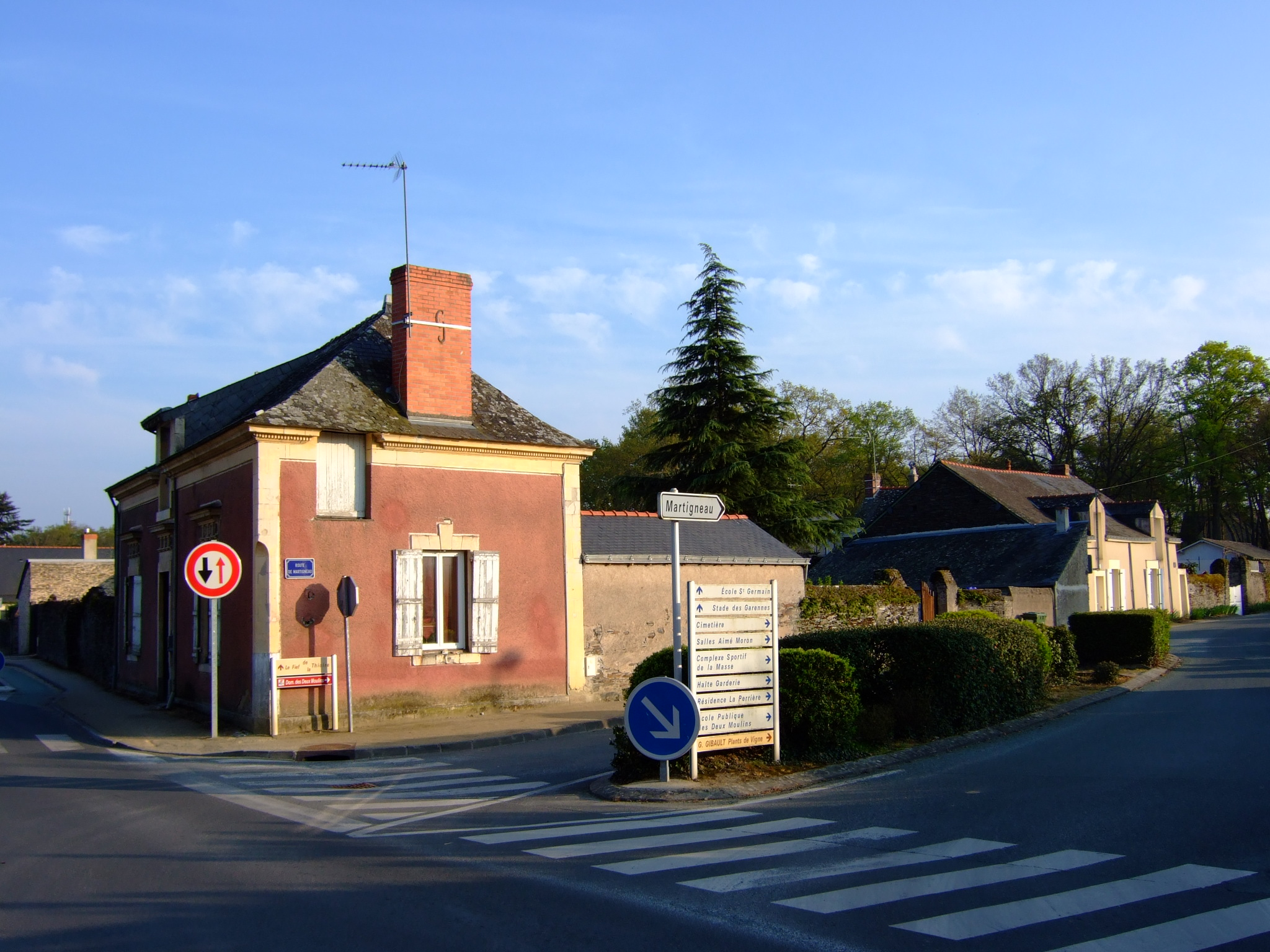
Juigné-sur-Loire

Juigné-sur-Loire ist eine Ortschaft und eine Commune déléguée in der französischen Gemeinde Les Garennes sur Loire mit 2.801 Einwohnern (Stand: 1. Januar 2022) im Département Maine-et-Loire in der Region Pays de la Loire. Die Einwohner werden Juignéens genannt.
Die Gemeinde Juigné-sur-Loire wurde am 15. Dezember 2016 mit Saint-Jean-des-Mauvrets zur neuen Gemeinde Les Garennes sur Loire zusammen. Sie gehörte zum Arrondissement Angers und zum Kanton Les Ponts-de-Cé.

## Geographie
Juigné-sur-Loire liegt etwa neun Kilometer südöstlich von Angers am südlichen Ufer der Loire, deren Tal hier zum UNESCO-Welterbe und zum Weinbaugebiet Anjou gehört. Hier mündet der Louet wieder in die Loire.
Umgeben wurde die Gemeinde Juigné-sur-Loire von den Nachbargemeinden Les Ponts-de-Cé im Norden und Nordwesten, La Daguenière (heute: Loire-Authion) im Nordosten, Saint-Jean-des-Mauvrets im Osten und Südosten sowie Saint-Melaine-sur-Aubance im Süden und Südwesten.

## Bevölkerungsentwicklung
| Jahr          | 1962 | 1968 | 1975  | 1982  | 1990  | 1999  | 2006  | 2012  |
| ------------- | ---- | ---- | ----- | ----- | ----- | ----- | ----- | ----- |
| Einwohner     | 795  | 931  | 1.411 | 1.781 | 2.006 | 2.273 | 2.471 | 2.580 |
| Quelle: INSEE |      |      |       |       |       |       |       |       |

## Sehenswürdigkeiten
Siehe auch: Liste der Monuments historiques in Les Garennes sur Loire
- Kirche Saint-Germain, Monument historique seit 1965
- Pfarrhaus, Monument historique seit 1965
- Häuser Les Charmettes (Monument historique seit 1965) und Le Plessis (Monument historique seit 2001)

## Weinbau
Der Ort gehört zum Weinbaugebiet Anjou.